# Под каблучком жены
«Под каблучком жены» (фин. Tohvelisankarin rouva) — пятая написанная Марией Йотуни пьеса. Премьера комедии в трёх актах состоялась в Финском национальном театре в 1924 году. Взятая за основу тема любви и денег вызвала в свое время возмущение: издательство ВСОУ не хотело её печатать, но издательство Отава ухватилось за предложение. Во время премьеры часть публики уходила из зала посередине спектакля, и в конечном счёте глашатаи книжной войны, порожденной пьесой, добрались до парламента с задачей раскритиковать работу Национального театра, и как следствие, поставить под сомнение его субсидирование государством.
Директор Национального театра Эйно Калима не питал любви к «Под каблучком жены». По его мнению, в пьесе были «вульгарности и преувеличения». Супруг писательницы Вильо Таркиайнен встал на защиту пьесы своей жены, вследствие чего потерял как место временного драматурга в театре, так и место члена правления.
Впоследствии пьеса была снята с театрального репертуара, и только в 1960 году Общественный театр Куопио (наст. Городской театр Куопио — прим. пер.) взял пьесу в свою программу. Рауни Моллберг сыграл в пьесе подкаблучника. Он же поставил пьесу для Телевизионного театра (наст. Yle, теле-радиовещание Финляндии).
Несмотря на сложное начало, «Под каблучком жены» впоследствии стала излюбленной пьесой многих театров. В 2000-х её ставили наряду с прочими и театр города Лахти и Городской театр Котка.

## Сюжет
Юлия выходит замуж за пожилого помещика Адольфа, который, как известно, получит в скором времени значительное наследство от своего брата Юстуса. Добравшись до денег, жадная Юлия намеревается съехать к молодому и бедному возлюбленному Вейо, который, тем не менее, больше ухлестывает за падчерицей Юлии, Пиией. Скоро обнаруживается, что у Юстуса есть и другие наследники. К тому же выясняется, что Юстус не составил завещания.
В первых двух частях с помощью приемов сатиры показываются взаимоотношения людей, и главным образом женитьба Юлии и Адольфа. Мужские персонажи — особенно пьющий подкаблучник Адольф — воспринимаются как слабые, в то время как женщины на этом фоне выглядят сильными. Третья часть — это чистый фарс, где все ждут смерти Юстуса. Вишенкой на тортике является картина воскрешения из мертвых Юстуса прямо на своих поминках.

## Отзывы
Премьера постановки «Под каблучком жены» получила спорные отзывы. По словам журналиста газеты «Хельсингин саномат» («Хельсинкские новости») Эркки Кивиярви постановка была «первоклассной». Впрочем, он признал позже, что у пьесы бесспорные недостатки и структурные слабости. Журналист газеты «Uusi Suomi» («Новая Финляндия» — прим. пер.) Ялмари Лахденсуо жаловался на неспособность к творческой новизне драматурга Йотуни. По его мнению, «эротика и беседы о смерти» находятся на «грани хорошего вкуса».
В какой-то мере пристрастный Вильо Таркиайнен писал о пьесе: «Это юмористическая комедия так свободно и бесстрашно дышит, что такого, действительно, раньше в стране не писалось, хотя в ней, на мой взгляд, нет ничего оскорбляющего нравственность, а тем более побуждающего к безнравственности <…>». Таркиайнен критиковал финских театральных критиков и сомневался в их профессионализме. Резкое высказывание Таркиайнена оскорбило актёров Национального театра, от лица которых актриса Кирсти Суонио составила довольно длинное письмо к руководству театра. «Актер не может сам оценивать свою работу — но когда он преподнёс лучшее, на что способен, и это официально одобрено, то, наверное, у него есть право хотя бы защищаться», — высказывается Суонио в своем письме. По её мнению, Таркиайнен пытался переложить вину за неуспех пьесы на плечи актёров.
«Под каблучком жены» обрела новую жизнь в 1960-х. Тогда её постановку показывали, например, на Малой сцене Национального театра, и пьеса имела успех. По мнению профессора Ирмели Ниеми, в конечном итоге успешность пьесы кроется в смелости и свежести диалога, оригинале юмора и неподкупной жизненной позиции. По словам Ниеми, «Под каблучком жены» смогла соединить прошлую жизнь и настоящее ощущение жизни.